# Georg von Kunheim der Ältere
Georg von Kunheim der Ältere (*  1480; † 28. September 1543 in Mühlhausen bei Preußisch Eylau,   Herzogtum Preußen) war ein preußischer Verwaltungsbeamter und politischer Berater von Herzog Albrecht von Preußen.

## Leben
Georg von Kunheim d. Ä. war der jüngste Sohn der Eheleute Daniel von Kunheim († 1507) und Dorothea von Kunheim, geb. von Editten. Sein Vater, ein Ritter aus Lothringen, der um 1450 nach Preußen gekommen war, war für während des Dreizehnjährigen Kriegs (1454–1466) erworbene Verdienste vom Deutschen Orden mit den Ortschaften Mühlhausen und Schultitten einschließlich des Patronatsrechts über die Dorfkirche Mühlhausen belehnt worden. Nach dem Tod seines Vaters wurde Georg von Kunheim d. Ä. dessen Lehensnachfolger und übernahm das Rittergut.
Georg von Kunheim d. Ä. wurde Amtshauptmann von Tapiau, baute ein enges politisches Vertrauensverhältnis zu Markgraf Albrecht von Preußen auf, beriet diesen in politischen Fragen und förderte den Übertritt des Herzogtums Preußen zum Luthertum. Im März 1525 nahm er als Abgeordneter des Deutschen Ordens an den Friedensverhandlungen zu Krakau mit dem Königreich Polen teil. Als Georg von Kunheim d. Ä. 1541 erkrankte, wandte sich Herzog Albrecht am 6. April 1541 mit der schriftlichen Bitte an Nikolaus Kopernikus, der noch in seinem 69. Lebensjahr als Arzt praktizierte, diesen medizinisch zu behandeln.
Seit 1513 war Georg von Kunheim d. Ä. mit Margarete Truchseß von Wetzhausen, Tochter des Kunz Truchseß von Wetzhausen, verheiratet. Von den neun Kindern des Ehepaars überlebten drei:
- Christoph Albrecht von Kunheim; er heiratete 1549 Elisabeth von Lehndorff, Tochter des verstorbenen Fabian von Lehndorff,  Amtshauptmann  in Preußisch Eylau.[5]
- Erhard von Kunheim; er wurde Sekretär und Geheimrat der Königin Katharina von Polen.
- Georg von Kunheim der Jüngere (1532–1611); er heiratete am  5. August 1555  Margarete Luther, die Tochter des Reformators Martin Luther. Das Ehepaar hatte vier Söhne und fünf Töchter, von denen Margarete (* 1559, † 1592), Volmar (* 1564) und Anne überlebten.[6]

Margarete von Kunheim, geb. Truchseß von Wetzhausen, starb 1537. Als sechs Jahre später auch Georg von Kunheim d. Ä. verstarb, wurde Georg von Kunheim d. J. sein Lehensnachfolger in Mühlhausen, und Herzog Albrecht übernahm die Vormundschaft über den kaum Elfjährigen. Der Leichnam Georgs d. Ä. wurde im Beisein Herzog Albrechts in der Familiengruft der Kunheims in der Dorfkirche Mühlhausen beigesetzt.